# Brouwerijen Alken-Maes
Brouwerijen Alken-Maes is het op een na grootste brouwbedrijf van België. Het ontstond in 1988 uit de fusie van Brouwerij Maes en de Brouwerij van Alken. Sinds 2008 maakt het deel uit van de Heineken-groep.

## Geschiedenis
In 1988 fuseerde Brouwerij Maes met Brouwerij van Alken van de Franse voedingsgroep BSN (Boussois-Souchon-Neuvesel). Beide partijen brachten hun Belgische belangen samen in de nieuwe groep Brouwerijen Alken-Maes. Theo Maes legde in 1993 zijn functie als gedelegeerd bestuurder neer en verkocht zijn aandeel van 25% aan hoofdaandeelhouder BSN, dat met een meerderheid van 85% van de aandelen volledige zeggenschap kreeg. In 1995 verkocht BSN alle brouwerijen in Frankrijk, Italië en België aan Scottish & Newcastle uit het Verenigd Koninkrijk.
Alken-Maes nam in 1988 de Brouwerij Campina uit Dessel over en sloot ze in 1989. Ze kocht zich in 1989 voor 50% in in Brouwerij De Keersmaeker, maker van de Mort Subite-lambiekbieren, dat op zijn beurt Brouwerij Eylenbosch uit Schepdaal overnam en sloot.
In 2000 werd Brouwerij De Keersmaeker, vanaf dan Brouwerij Mort Subite genaamd, volledig ingelijfd. De merken Brugs Tarwebier en Ciney werden hetzelfde jaar opgekocht. In 2002 werd Brouwerij Louwaege uit Kortemark overgenomen en vervolgens gesloten.
De brouwerijen in Waarloos en Jumet werden gesloten in respectievelijk 2003 en 2007. 
In 2008 werd Scottish & Newcastle op zijn beurt opgekocht door Heineken en Carlsberg voor een bedrag van € 10,4 miljard. Na de opdeling kwam Alken-Maes terecht in de Nederlandse groep Heineken. 
Na deze overname kwam Alken-Maes onder dezelfde paraplu als Brouwerij Affligem. Op 1 mei 2010 werd de vennootschap "Affligem Brouwerij BDS" opgeheven en werd deze onderdeel van Alken-Maes.
De hoofdzetel is sinds begin 2011 gevestigd in Mechelen.
In 2019 werden Brouwerijen Alken-Maes, Cidrerie Stassen en Mouterij Albert bijeengebracht in Alken-Maes N.V.. 

## Vestigingen
Sinds 2019 bestaat Alken Maes uit de Brouwerijen Cristal in Alken, Mort Subite in Kobbegem, Cidrerie Stassen in Aubel en Mouterij Albert in Puurs-St-Amands. 

## Merken
De merkenportefeuille van Alken-Maes bestaat momenteel uit de pilsbieren Maes Pils en Cristal Alken, de abdijbieren Affligem, Postel, en Grimbergen, lambiekbieren Mort Subite, de sterke blonde bieren Judas en Hapkin, Op-Ale, Ciney en Watneys Scotch Ale.
In 2011 nam Alken-Maes de rechten over van Jet Import om het biermerk Desperados op de Belgische markt te verdelen. Het wordt door de Heineken-groep gebrouwen in Frankrijk en Polen.